# Edison General Electric Company
Pour les articles homonymes, voir Edison.
 (août 2021).

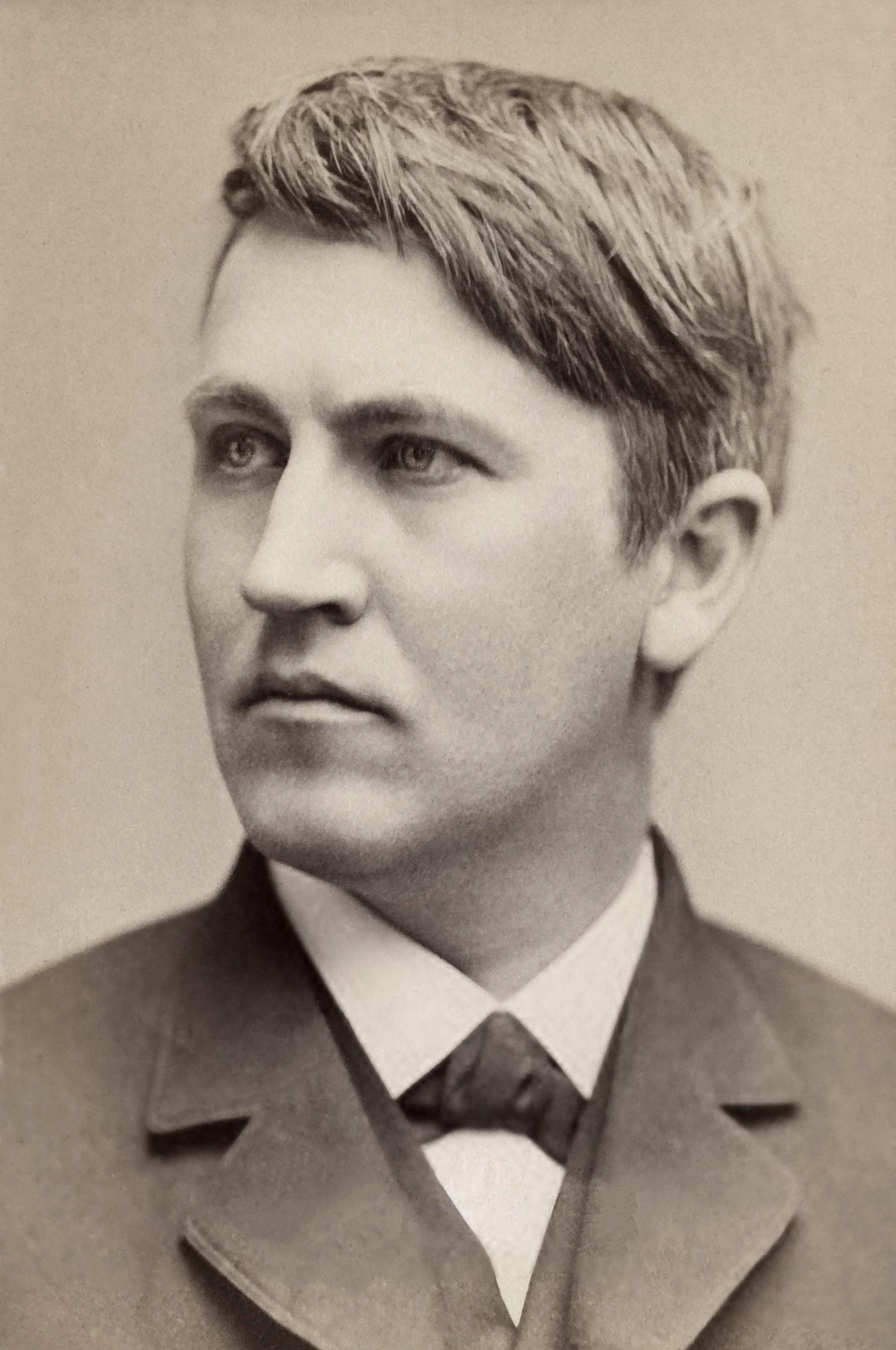
Thomas Edison en 1878

Edison General Electric Company était une entreprise américaine fondée par Thomas Edison et J.P Morgan en 1878 et qui a fusionné avec Thomson-Houston Electric Company en 1892 pour former la General Electric.

## Historique
En 1876, Thomas Edison ouvre un laboratoire à Menlo Park dans le New Jersey. C'est par exemple dans ce laboratoire qu'il améliore la lampe à incandescence. En 1890, Edison et J.P Morgan concentrent leurs entreprises sous le nom de Edison General Electric Company.